# Lucques (olive)
Pour les articles homonymes, voir Lucques (homonymie).
Ne doit pas être confondu avec Picholine.

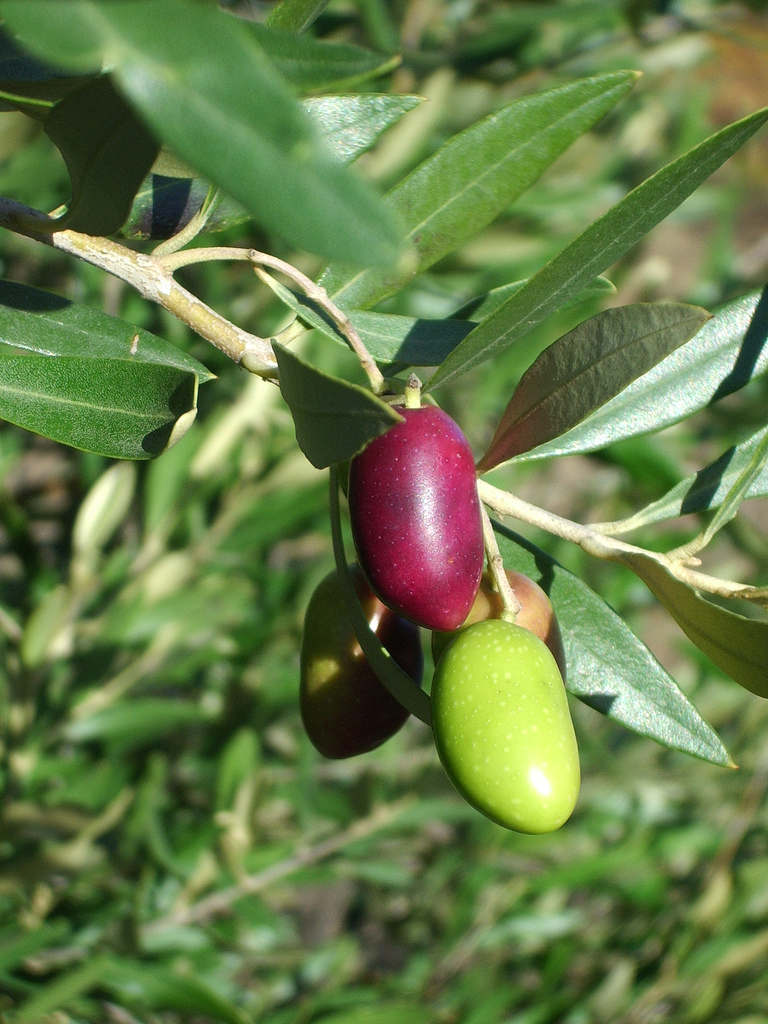
Des lucques.

La lucques est une variété d'olives du Languedoc ayant une forme caractéristique en croissant de lune, surtout utilisées comme olives de table vertes, moins pour leur huile.

## Origine et diffusion
Certains spécialistes leur attribuent pour origine la ville de Lucques (Toscane, Italie), d'autres en situent le berceau dans les alentours de Luque, dans la province de Cordoue (Andalousie, Espagne). Aujourd'hui la lucques est acclimatée dans le sud de la France, en particulier en Occitanie. Cette variété a été exportée en Afrique du Nord, en Turquie, aux États-Unis et en Australie.

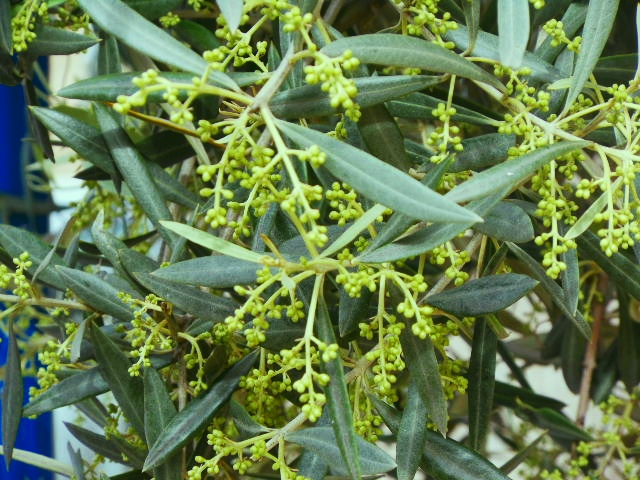
Olea europaea cultivar Lucquier (Montpellier, 2/05/2013) : inflorescences en grappes-cymes axillaires et feuillage

## Synonymes
Localement, la lucques est aussi connue sous les noms de lucquoise ou luquoise, oliva lucchese, oliverolle, olive de Lucques, olive odorante et plant du Languedoc.

## Caractéristiques
La lucques, cultivée en Languedoc, est vulnérable à certains parasites, mais résistante au froid et la sécheresse. Elle est principalement utilisée comme  olive de table verte, et peut également produire une huile de haute qualité, assez difficile à extraire.